# Michael Rautenberg
Michael Rautenberg (* 1988 in Goslar) ist ein deutscher Schauspieler.

## Leben
Michael Rautenberg wuchs in seiner Heimatstadt Goslar auf, wo er am Christian-von-Dohm-Gymnasium sein Abitur machte. Von 2010 bis 2014 absolvierte er seine Schauspielausbildung an der staatlich anerkannten Schauspielschule Kassel. Theaterauftritte hatte er am Théâtre d'Art Contemporain en Action (Théâtre TACA) in Paris, am Jungen Theater Göttingen (2014), am Theater in der Wolfsschlucht in Kassel und an der Theaterwerkstatt Göttingen. Am Jungen Theater Göttingen spielte er in der Produktion „Shakespeares sämtliche Werke (leicht gekürzt)“. In einer Produktion der Theaterwerkstatt Göttingen trat er mit dem Solo-Theaterstück Farouks Cousin auf.
Rautenberg wirkte in mehreren Kurzfilmen mit und stand auch für einige Film- und Fernsehproduktionen vor der Kamera. 2016 spielte er in dem Kurzfilm Sissi ohne Franz von Tim Garde, der 2017 bei den Biberacher Filmfestspielen gezeigt wurde. Episodenrollen hatte er bisher u. a. in den TV-Serien Die Spezialisten – Im Namen der Opfer (2016) und Notruf Hafenkante (2018, als Tatverdächtiger und Komplize Leon Kramer). In der 20. Staffel der ZDF-Krimireihe SOKO Leipzig (2019) übernahm er eine der Episodenrollen als Barkeeper und Zeuge Marlon Rieger.
Rautenberg, der nebenbei gelegentlich als Barkeeper arbeitet, lebt in Berlin.

## Filmografie (Auswahl)
- 2014: Tagebuch eines Musterschülers (Kurzfilm)
- 2016: Sissi ohne Franz (Kurzfilm)
- 2016: Die Spezialisten – Im Namen der Opfer: Tod eines Untoten (Fernsehserie, eine Folge)
- 2018: Notruf Hafenkante: Verbotene Liebe (Fernsehserie, eine Folge)
- 2019: SOKO Leipzig: Der Mann, der zwei Bier bestellte (Fernsehserie, eine Folge)